# Cornelis Dusart
Cornelis Dusart (* 24. April 1660 in Haarlem; † 1. Oktober 1704 ebenda) war holländischer Genremaler und Radierer.

## Leben
Dusart war eines von fünf Kindern des Jan (Joan) Dusart (getauft am 20. Juli 1626) aus Utrecht und dessen erster am 14. Mai 1656 angetrauter Frau Katharina oder Catharina (geborene Brouwers). Sein Vater war als Organist in der Groote kerk te Haarlem tätig. Nach dem Tod der Mutter heiratete sein Vater Jannetje van Stroombergen. Er war zudem ein Neffe der Amsterdamer Maler Christiaen (1618 – vor 1683) und Isaac Dusart (1628/1630–1699). Er trat 10. Januar 1679 in die Lukasgilde in Haarlem ein und bildete sich bei Adriaen van Ostade, dessen Nachahmer er wurde. Zu seinen ersten Werken zählten eine Mutter mit Kind und eine Bauernwohnung aus dem Jahr 1679. Er war ein Mitglied der reformierten Kirche und wurde 1692 zum Kommissär (niederländisch Vinder) der Malergilde gewählt. 1685 organisierte er eine Gemäldeauktion aus dem Nachlasses  eines verstorbenen Malers. Er selbst war seit seiner Jugend kränklich und starb 1704 an einem Brustleiden. Seine Kunstsammlung, die neben eigenen Werken auch Gemälde von Ostade und von italienischen und niederländischen Meistern enthielt, wurde am 31. Juli oder 21. August 1708 verkauft. Dusart war selbst ein Sammler von Kupferstichen und war mit einem Kunstsammler Dingemans eng befreundet. Sie starben beide am selben Tag und wurden nebeneinander auf dem Friedhof beigesetzt. Ein weiterer seiner Freunde war der etwa gleichaltrige Kupferstecher Jacob Gole, der viele seiner begonnenen Platten fertigstellte.
Dusart fertigte zahlreiche Gemälde, Handzeichnungen, Radierungen und Schabkunstblättern. Als Motive wählte er überwiegend Bauern- und Wirtshausszenen oder Kirchweihen in der Art des Adriaen van Ostade. Er imitierte zudem in der Darstellung seiner seinen Figuren und der Wahl seines Kolorits  den Maler Jan Steen. Auch seine Radierungen schuf er in Ostades Geschmack.
Seine Zeichnungen führte Dusart zumeist mit schwarzer und roter Kreide auf Pergament aus, er malte aber auch mit Aquarellfarben. Das Dusart eng mit van Ostade zusammenarbeitete geht auch aus einem Verkauf aus dem Jahr 1708 hervor, in dem Dusart angab es sei ein Gemälde “van A. v. Ostade begonnen en door den overledem [Dusart] opgemaackt” (deutsch: „von A. van Ostede begonnen vom Verstorbenen und von [Dusart] fertiggestell“).

## Familie
Geschwister
- Jan Dusart († 1708) wurde wie sein Vater Organist und war in Wesel tätig
- Maria Dusart († vor 1703) ⚭ Jan Vermeer van Haarlem II oder Johannes Vermeer d. Jüngere (1656–1705)
- Johanna Dusart ⚭ Nicolaes Brugman oder Brughman
- Theodorus Dusart wurde Advokat.

Er scheint nach dem Tod der Mutter bei deren Schwester Cornelia Brouwers aufgewachsen zu sein oder in ihrem Haus gelebt zu haben. Dusard hinterließ in seinem Testament vom 28. Mai 1703 einen Großteil seines Vermögens (Gold- und Silberzeug und Porzellan) seinen beiden Tanten Cornelia und Elisabeth Brouwers. Des Weiteren setzte er seine Geschwister Jan, Johanna und Theodorus Dusart zu je einem Drittel zu Universalerben ein. Er stellte jedoch die Bedingung, dass „seine Gemälde von italienischen und niederländischen Meistern, sowie seine Plastiken, die er noch inventarisch aufnehmen wird, nicht verteilt oder veräussert werden dürfen, solange die beiden Tanten noch am Leben sind.“

## Werke (Auswahl)
- Wandernde Musikanten
- Betrunkene Gesellschaft

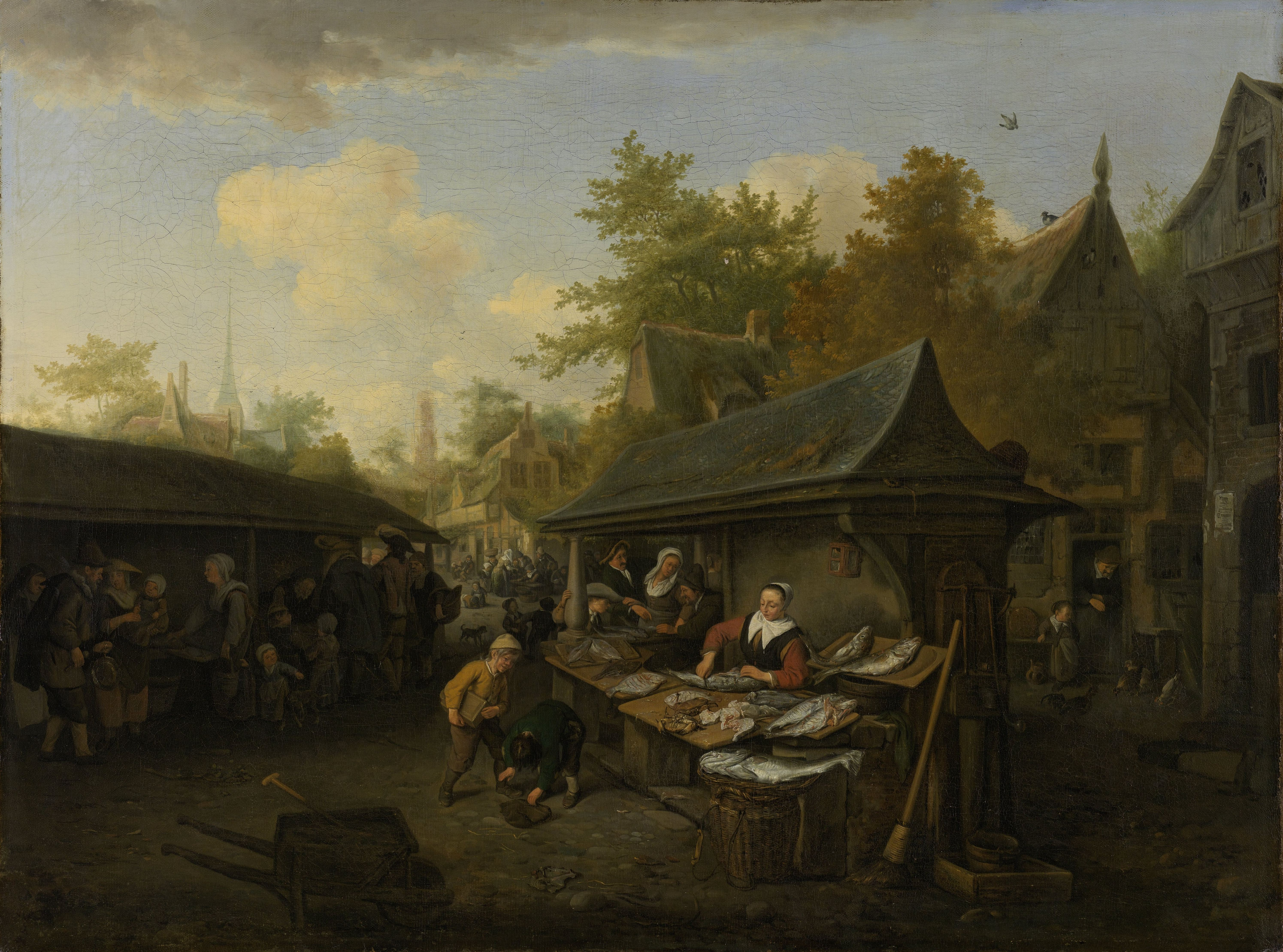
Fischmarkt

- 1679: Mutter und Kind in einer Bauernstube
- 1683: Fischmarkt
- 1685: Die Kegelspieler
- 1886: Der Dudelsackpfeifer

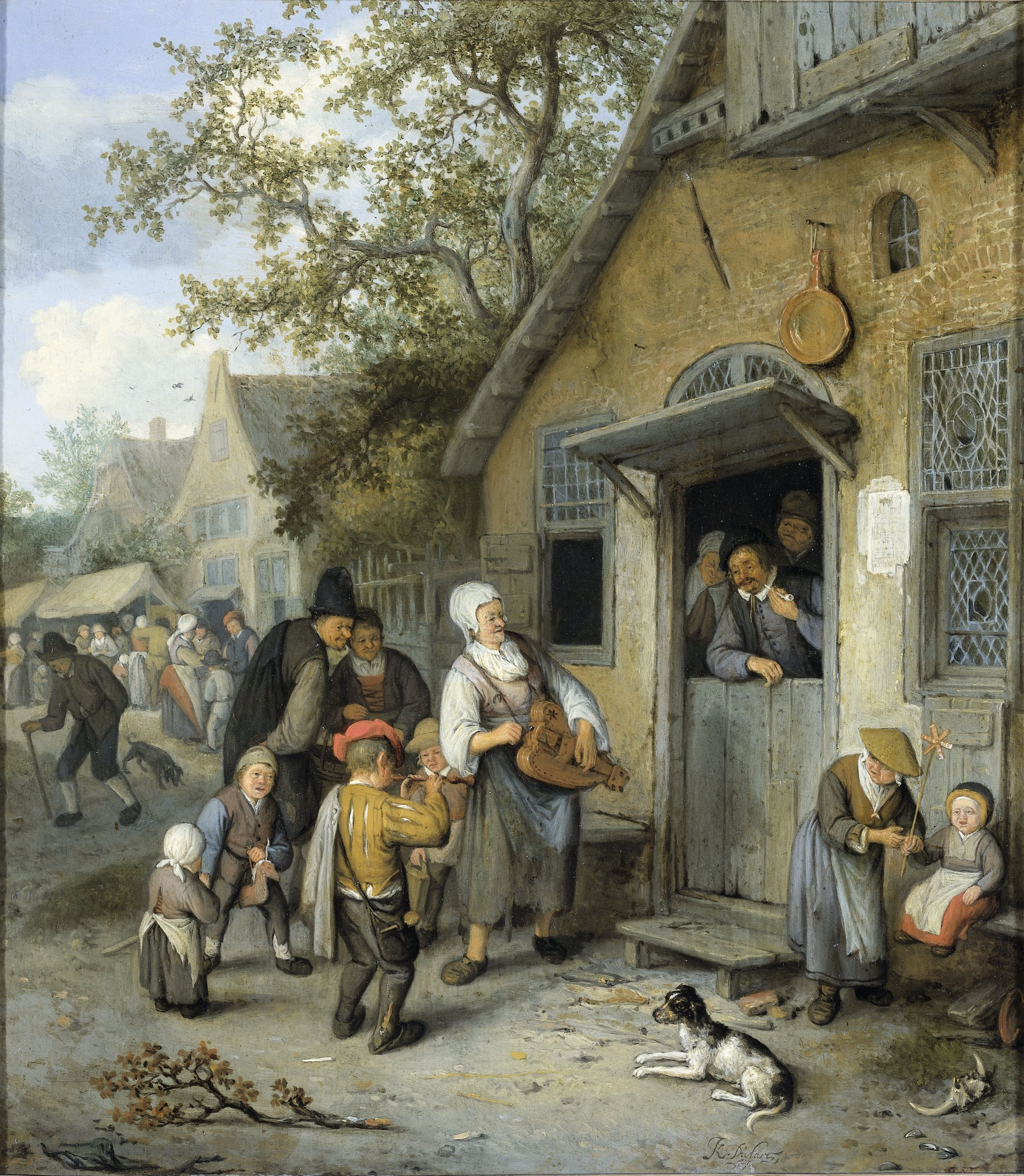
Bauernkirmes
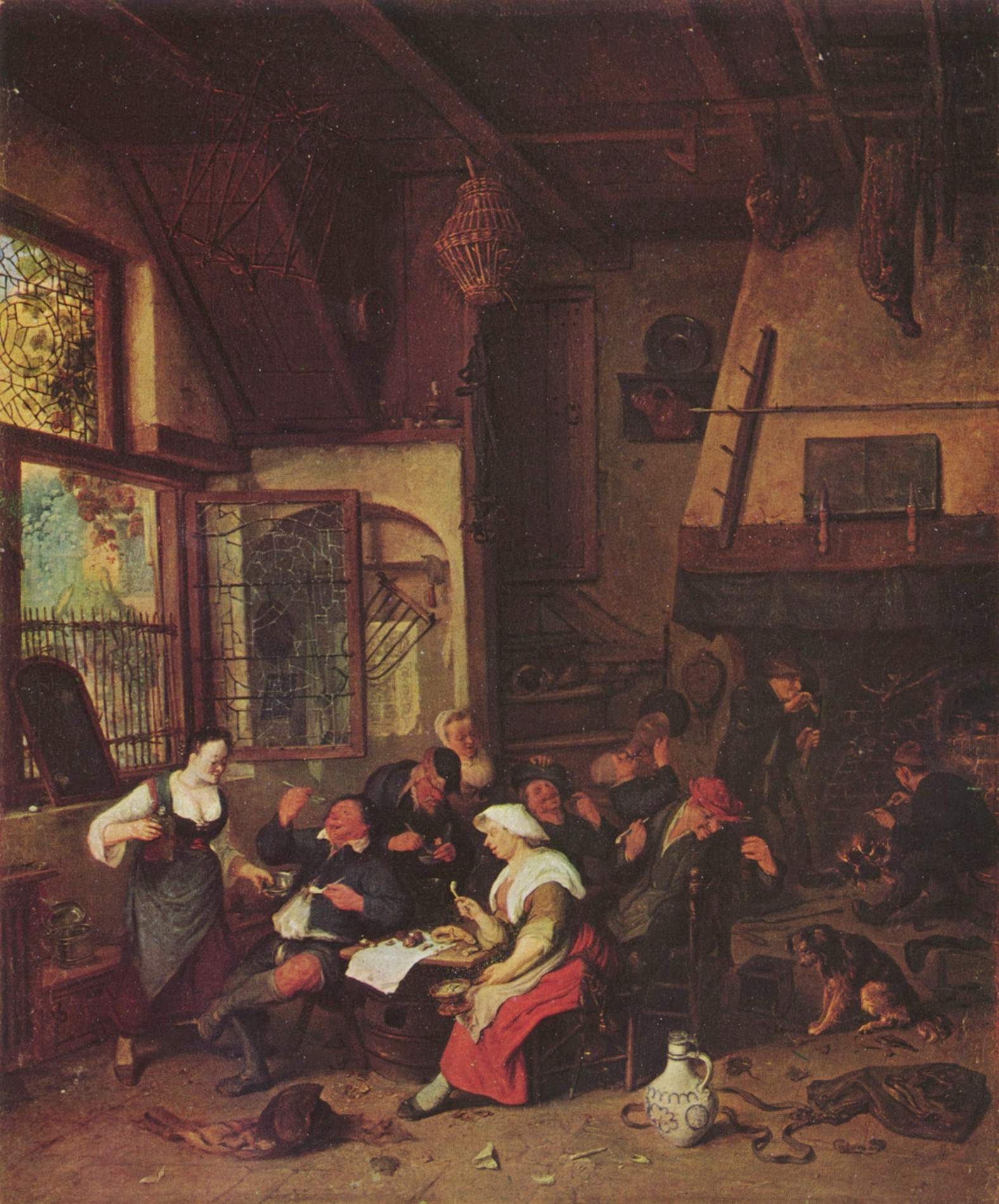
Wirtshausszene
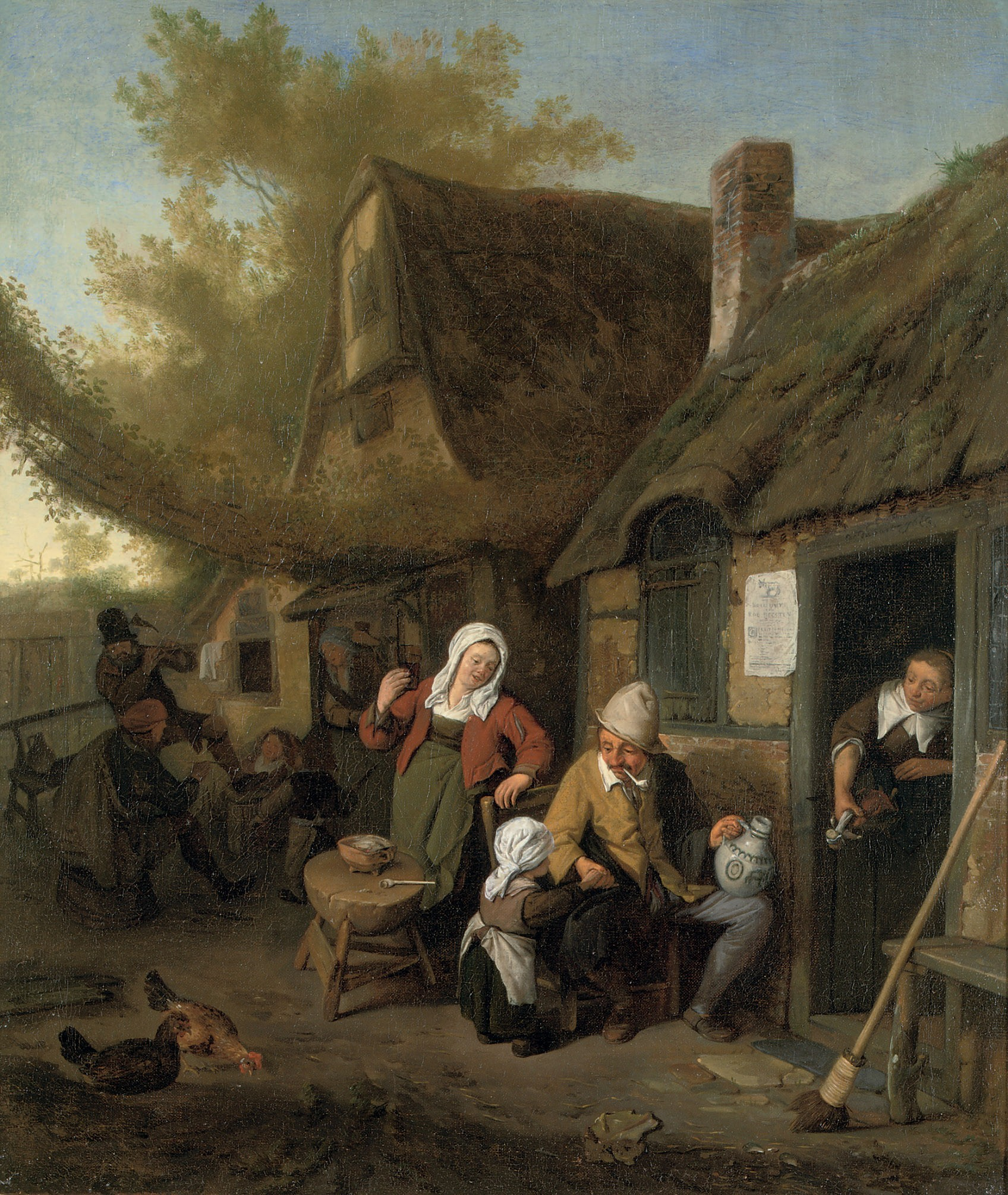
Bauernfamilie vor dem Haus

- 1690: Mutterfreuden

- Bauernkirmes
- Wirtshausszene
- Bauernfamilie vor dem Haus